# DN57
De DN57 (Drum Național 57 of Nationale weg 57) is een weg in Roemenië. Hij loopt van Orșova via Moldova Nouă en Oravița naar Moravița. De weg is 201 kilometer lang en loopt deels over de oever van de Donau door de IJzeren Poort. 